# ميخائيل الثامن باليولوج
ميخائيل الثامن باليولوج (1223 - 11 ديسمبر 1282) كان إمبراطوراً بيزنطياً حكم من سنة 1259 حتي وفاته سنة 1282. هو مؤسس سلالة آل باليولوج والتي قدر لها أن تكون آخر الأسر البيزنطية التي تحكم الإمبراطورية، وقد استطاع ميخائيل الثامن استعادة القسطنطينية من اللاتينيين الذين حكموها منذ 1204 في الحملة الصليبية الرابعة وضم إمبراطورية نيقية إلى الإمبراطورية البيزنطية.

## حياته
ولد ميخائيل الثامن سنة 1223 لعائلة ارستقراطية فوالده أندرونيكوس دوقوس كومينوس باليولوج كان أحد نبلاء البلاط البيزنطي قبل سقوط القسطنطينية سنة 1204، أما والدته ثيودورا أنجلينا فهي حفيدة الإمبراطور البيزنطي ألكسيوس الثالث أنجيلوس، وكان والده أحد المرشحين لعرش القسطنطينية إلا أن انحراف الحملة الصليبية الرابعة ومهاجمتها حالت دون ذلك. ظهرت مواهب ميخائيل الفذة وطموحاته الكبيرة منذ عمر مبكر ففي سنة 1253 تولي قيادة الجند اللاتين المرتزقة في جيش إمبرطور نيقية ثيودور الثاني لاسكاريس، وبعد وفاة الإمبرطور ثيودور سنة 1258 تولي ميخائيل الوصاية علي إلامبراطور الطفل يوحنا الرابع لاسكاريس وشاركه في الوصاية البطريرك أرسينيوس. وقد استغل منصبه فحصل علي لقب Megas Doux أي الدوق الأكبر. وفي يناير سنة 1259 نصب ميخائيل وليا للعهد بمساعدة جمهورية البندقية.

## حكمه
في سنة 1259 هزم ميخائيل جيوش التحالف التي ضمت ويليام الثاني أمير آخايا وميخائيل الثاني كومينوس أمير إبيروس في معركة باليجونيا، وبتدخل من البابا إربان الرابع عقدت معاهدة سلام بين ميخائيل الثامن وخصومه وبموجب المعاهدة نزل ويليام الثاني لميخائيل عن ميسترا ومينومفيزيا وماينا وكلها تقع في المورة.
في 25 يوليو سنة 1261 استولي ألكسيوس ستراتجوبولس -قائد جيش ميخائيل- علي القسطنطينية من آخر آباطرة اللاتين بلدوين الثاني.وقد دخل ميخائيل القسطنطينية في موكب عظيم وأتجه إلي كنيسة آيا صوفيا حيث توج إمبراطورا للقسطنطينية،.بعد استيلاؤه علي القسطنطينية كان على ميخائيل أن يبدأ بالإصلاح الذي بدا شبه مستحيل في هذه المرحلة، وكان عليه أن يتغلب على المشاكل من أجل أن يحفظ للإمبراطورية بقائها، فبدأ بترميم أحياء العاصمة المتهدمة فعادت إليها الحياة ونشطت التجارة. كما تعهد أسوار القسطنطينية بالإصلاح ليعيد إليها حصانتها وبني اسطولا جديدا لحماية سواحل الإمبراطورية.ورغم ذلك كله فقد كانت الإدارة المالية والحكومية قد اختلت تماما وكان إصلاحها يحتاج إلي جهد كبير.وواقع الأمر أن انحطاط التجارة كان السبب في عدم جدوي الإصلاح.
في 25 ديسمبر 1261 أمر الإمبراطور ميخائيل بسمل عيني يوحنا الرابع إمبراطور نيقية ونفيه في أحد الأديرة وبذلك استولي ميخائيل علي إمبراطورية نيقية البيزنطية.

## حملاته العسكرية
وفي سنة 1263 أرسل الإمبراطور جيشا بلغ عدده 15,000 رجل (5000 منهم من السلاجقة المرتزقة) لاحتلال آخايا.
وبالرغم من محاربة ميخائيل الثامن للعديد من الإمارات الكاثوليكية إلا أن مهارته الدبلوماسية الفذة حالت دون قيام تحالف غربي شامل ضد إمبراطوريته. فقد استغل موقف البابا وانزعاجه من ازدياد قوة شارل الأنجوي، كما استفاد من رغبة البابوية في فرض سيطرتهاعلي كنيسة القسطنطينية.وبناء علي ذلك عقد مع البايا جريجوري العاشر في مجلس ليون سنة 1274 اتفاقية اعترف بتبعية الكنيسة الأرثوذكسية للبابوية.وفي مقابل ذلك حصل علي اعتراف البابا بأحقيته في حكم القسطنطينية وأن يطلق يده في الشرق ولو كان علي حساب الإمارات اللاتينية.
قام ميخائيل بشن هجوم على إبيروس ضد القوات الآنجوية، وتدخل في تساليا، كما حارب البنادقة في إبويا، وتوغل في آخايا التي ضعفت قوتها بعد موت ويليام الثاني فيلهاردوان.وقد استغل الحرب الأهلية في مملكة بلغاريا فاستولي علي أجزاء من تراقيا ونجح في ضم كنيستي الصرب والبلغاريين تحت مظلة كنيسة القسطنطينية.
لم تعجب تلك التحركات الدبلوماسية والعسكرية البابا مارتين الرابع -حليف شارل الآنجوي- فوقع عقوبة الحرمان الكنسي علي ميخائيل الثامن، فقام ميخائيل سنة 1275 بشن غارات بحرية كثيفة علي الإمارات اللاتينية في اليونان.
قام شارل الآنجوي بإعادة تنظيم حكومته في إبيروس، كما استمال البابوية.وشكل حلفا مع البابا والبنادقة، وإنضم إليه الصرب والبلغار فضلا عن العناصر اليونانية في تساليا وإبيروس. وكان علي الإمبراطور أن يواجه هذا الخطر.وقد تمكن من هزيمة قوات شارل في بيرات. ولكي يضعف ميخائيل من موقف شارل دبر له المؤامرة التي أدت إلي مذبحة الصقلية وذلك في مارس 1282.

### علاقاته مع الشرق
استفادت بيزنطة من موقعها الذي يتحكم في العلاقات بين المماليك وخانية القبيلة الذهبية أو القبجاق، وكذلك مع سلاجقة الروم في الاناضول. لذا قد تحالف مع هولاكو، فترتب على ذلك أن تحالف البلغار مع الذهبيين، فدارت معركة هُزٍم فيها البيزنطيين حتى كاد أن يلقى ميخائيل الثامن مصرعه في تلك. ثم توالت غارات المغول والبلغار اضطر فيها ميخائيل الثامن أن يسعى لتسوية النزاعات مع مغول القبجاق، فعقد معاهدة صداقة مع القائد المغولي نوغاي خان سنة 1272 مما يمكنه من تجاوز البلغار ولا يمكنهم التحرش بأراضي بيزنطة. وقد تزوج نوغاي من ابنة غير شرعية للإمبراطور، فبذل له الإمبراطور الهدايا، فتوطدت العلاقات بينه وبين الذهبيين والمماليك، وازدادت السفارات بين المماليك ومغول القبجاق.

## أسرته
في عام 1253 تزوج ميخائيل الثامن من ثيودورا باليولوجينا والتي تنتمي بصلة قرابة إلى امبراطور نيقية يوحنا الثالث دوكاس فاتاتزيس (عم أبيها) الذي قام بتربيتها منذ الطفولة بسبب يُتمها، حيث كان يردد بأنه يحبها كإبنته، كما انه هو من رتب لها الزواج من ميخائيل، حيث أثمر زواجهما عن ثمانية أطفال:
- مانويل باليولوج (حوالي 1255-قبل 1259).
- ايرين باليولوجينا (حوالي 1256- قبل 1328) تزوجت من الإمبراطور ايفان اسين الثالث من بلغاريا.
- الإمبراطور أندرونيكوس الثاني باليولوج (1259-1332) .
- آنا باليولوجينا (حوالي 1260- 1299/1300) تزوجت من ديمتريوس ميخائيل كومنينوس دوكاس الابن الثالث لميخائيل الثاني حاكم إمارة إبيروس البيزنطية.
- قسطنطين باليولوج (1261-1306) تزوج من قريبته ايرين راولاينا.
- ثيودورا باليولوجينا، تزوجت من ديفيد السادس ملك جورجيا.
- ايودوكيا باليولوجينا، تزوجت من يوحنا الثاني امبراطور إمبراطورية طرابزون .
- ثيودور باليولوج (حوالي 1263- بعد 1310).

كما أنجب ميخائيل الثامن باليولوج إبنتين غير شرعيتين من عشيقته ديبلوفاتاتزينا هما:
- ايوفروسين باليولوجينا، تزوجت من نوجاي خان حاكم القبيلة الذهبية .
- ماريا باليولوجينا ، تزوجت من أباقا خان ثاني ملوك إلخانات فارس المغول.

## وفاته
وبالرغم من نجاح ميخائيل في صد هجمات اللاتين، فإن انشغاله بهذه المسألة صرفه عن الالتفات لخطر الأتراك المتزايد في الجزء الآسيوي من الإمبراطورية بمنطقة الاناضول وخطر الصرب الذي أخذ يستفحل في أوروبا، كما كان من مصادر ضعف إمبراطوريته تلك القلاقل الدينية الي أثارها بسياسته، وفي ديسمبر سنة 1282 توفي الأمبراطور ميخائيل الثامن بتراقيا بعد أن أسس أطول السلالات البيزنطية بقاءا على العرش، إذ استمرت سلالته قرابة المائتي عام.